# Nowosaratowka
Der Ort Nowosaratowka (russisch Новосаратовка) in der Oblast Leningrad geht auf eine Gründung russlanddeutscher Siedler zurück. Der Ort war der größte deutsche Ort in der Region Petersburg, wo es zu Beginn des 20. Jahrhunderts etwa 40 Ansiedlungen Deutscher gab.

## Geschichte
Am 27. August 1765 unterzeichneten 60 Aussiedlerfamilien aus Brandenburg und Württemberg einen ersten Vertrag in Oranienbaum. Sie wurden auf Domänenländereien am rechten Ufer der Newa angesiedelt. Die Niederlassung bekam den Namen Neu-Saratowka oder 60er Kolonie. Die Baupläne stammten vom Architekt A. I. Melnikow. Im Volksmunde hieß der Ort auch „Kartoffelburg“, denn die Deutschen der Petersburger Region spielten eine führende Rolle bei der Verbreitung der Kartoffel. Am 9. November 1847 wurde eine neue Schule für 250 Schülerinnen und Schüler eingeweiht.
Auswanderer aus Neu-Saratowka gründeten in den 1830er Jahren weitere Orte, u. a. 1835 Nowonikolajewskaja. Im Zuge der Verwaltungsreformen der 1870er Jahre wurde der deutsche Amtsbezirk Neu-Saratowka eingerichtet.

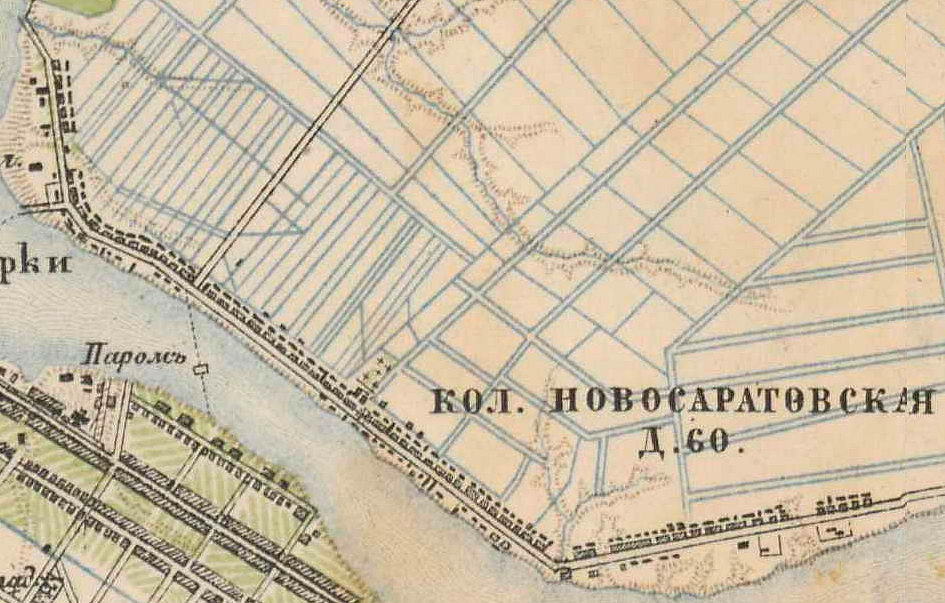
Plan der Kolonie 1885

Der in Neu-Saratowka gebürtige Kaufmann Jakow Pahl gründete an der Schlüsselburger Landstraße eine Stoffdruck-Fabrik, die unter dem Namen Alexander-Newski-Manufaktur Russlands größte Textilfabrik wurde. Im Zuge der Kollektivierung in der Sowjetunion entstand im Frühling 1930 in Neu-Saratowka den größten Kolchos dieses Gebiets, der „Rote Mechanisator“.
Während des deutschen Angriffskrieges litten die Petersburger Deutschen wie alle anderen Bewohner. Die Lebensbedingungen in Neu-Saratowka waren nicht besser als in der blockierten Stadt. Wie alle anderen Deutschstämmigen im europäischen Teil Russlands wurden die Deutschen in Neu-Saratowka deportiert. Die Deportation der Deutschen verlief nach der Überfahrt über den Ladogasee per Eisenbahn. Heute ist Neu-Saratowka als Ausbildungszentrum für Pfarrer der evangelisch-lutherischen Kirche bekannt.

## Kirche
Neu-Saratowka wurde zum Zentrum der größten lutherischen Gemeinden im Gouvernement Petersburg, die auch Srednaja Rogatka und Ischora umfasste. Die erste, hölzerne Katharinenkirche in Neu-Saratowka wurde 1766 erbaut. Filialkirchen wurden in Owzyno (1860), Neu-Pargolowo (1877), Janino (1885) und Wessjoly Possjolok (1899) gebaut. Der Grundstein zu der Kirche aus Stein wurde am 24. September 1833 gelegt. Bruno Pawlowitsch Reichert (1908–1938) war der letzte Pastor in
der Kolonie Neu-Saratowka (1933–1935), gleichzeitig las er 1933–1937 in der Martin-Luther-Kirche in der Kolonie Kolpino die Messe. Auf Druck der Behörden legte Pastor Reichert sein Priesteramt am 29. Oktober 1937 nieder. Er wurde am 3. Januar 1938 in Leningrad erschossen.

## Persönlichkeiten
- Friedrich Gottliebowitsch Lautenschläger (1910–1957)